# Parafia św. Bartłomieja Apostoła w Czarnożyłach
Parafia Świętego Bartłomieja Apostoła w Czarnożyłach – parafia rzymskokatolicka w Czarnożyłach. Należy do dekanatu Wieluń – Najświętszej Maryi Panny Pocieszenia archidiecezji częstochowskiej. Została utworzona w 1411 roku.